# Ungerns Grand Prix 1996
Ungerns Grand Prix 1996 var det tolfte av 16 lopp ingående i formel 1-VM 1996.

## Resultat
1. Jacques Villeneuve, Williams-Renault, 10 poäng
2. Damon Hill, Williams-Renault, 6
3. Jean Alesi, Benetton-Renault, 4
4. Mika Häkkinen, McLaren-Mercedes, 3
5. Olivier Panis, Ligier-Mugen Honda, 2
6. Rubens Barrichello, Jordan-Peugeot, 1
7. Ukyo Katayama, Tyrrell-Yamaha
8. Ricardo Rosset, Footwork-Hart
9. Michael Schumacher, Ferrari (varv 70, gasspjäll)
10. Giovanni Lavaggi, Minardi-Ford (69, snurrade av)

### Förare som bröt loppet
- Gerhard Berger, Benetton-Renault (varv 64, motor)
- Heinz-Harald Frentzen, Sauber-Ford (50, elsystem)
- Johnny Herbert, Sauber-Ford (35, motor)
- Eddie Irvine, Ferrari (31, växellåda)
- Pedro Lamy, Minardi-Ford (24, upphängning)
- David Coulthard, McLaren-Mercedes (23, motor)
- Jos Verstappen, Footwork-Hart (10, snurrade av)
- Martin Brundle, Jordan-Peugeot (5, snurrade av)
- Pedro Diniz, Ligier-Mugen Honda (1, kollision)
- Mika Salo, Tyrrell-Yamaha (0, kollision)

## VM-ställning
| Förarmästerskapet 1. Damon Hill, Williams-Renault, 79 2. Jacques Villeneuve, Williams-Renault, 62 3. Jean Alesi, Benetton-Renault, 35 | Konstruktörsmästerskapet 1. Williams-Renault, 141 2. Benetton-Renault, 51 3. Ferrari, 38 |